# Féodor Atkine
Pour l’article ayant un titre homophone, voir Atkin.
Féodor Atkine, nom de scène de Thierry Kaufmann, né le 27 février 1948 à Paris, est un acteur français.
Interprète à l'écran comme sur les planches, il participe à de nombreuses pièces de théâtre, films et séries télévisées en France et à l'étranger.
Il est également présent dans le milieu du doublage et aussi comme voix off, narrant notamment plusieurs documentaires, livres audio et joue dans plusieurs fictions radiophoniques.

## Biographie

### Jeunesse et formation
Thierry Théodore Armand Kaufmann est né le 27 février 1948 à Paris, d'un père russe originaire de Harbin, capitale de la Manchourie, au nord-est de la Chine, dont la famille avait fui les pogroms de Pologne et d'Ukraine pour se réfugier en Extrême-Orient à la veille de la guerre russo-japonaise et d'une mère franco-suisse. Il grandit en Amérique du Sud, entre l'Argentine et le Chili.
Il revient à Paris à l'âge de 17 ans, puis il entre à l'école internationale de théâtre Jacques Lecoq.

### Carrière

#### À l'écran et sur les planches
Il participe à de nombreuses pièces de théâtre dont « de manière pratiquement ininterrompue » entre 1968 et 1982.
Il fait ses débuts au cinéma en 1972, dans le long métrage Les Petits Enfants d'Attila de Jean-Pierre Bastid.
Il tourne à plusieurs reprises pour Claude Zidi, dont en 1980 dans Les Sous-doués et Inspecteur la Bavure, mais aussi pour Claude Lelouch, Jean-Pierre Mocky ou encore Éric Rohmer,.
Il a la particularité de participer à de nombreuses productions dans lesquelles il joue aussi bien en français, en anglais, en espagnol ou encore en russe. Il tourne pour Woody Allen en 1975 dans Guerre et Amour, pour Bigas Luna en 1986 dans Lola, pour Pedro Almodóvar en 1991 dans Talons aiguilles, mais aussi pour Raoul Ruiz ou Sydney Pollack,.
En 2014, il campe le maire de Marseille, Gaston Defferre, dans le film La French de Cédric Jimenez, centré sur la French Connection et porté par Jean Dujardin dans le rôle du juge Pierre Michel et par Gilles Lellouche dans celui de Gaëtan « Tany » Zampa.
En 2016, il incarne un ancien magistrat et maire de Rennes dans le film Fleur de tonnerre de Stéphanie Pillonca-Kervern.
En 2018, il est un des trois membres du jury du Festival national du film d'animation de Rennes.
Grâce à l'usage de la technique de capture de mouvement, il devient Maurice de Sully pour les besoins du docu-fiction Notre-Dame de Paris - L'épreuve des siècles diffusé en 2019.
Alors septuagénaire, il participe en 2023 à la série romantique Septième ciel d'OCS, qui le met dans la peau d'un retraité mis en Ehpad par sa fille, jouée par Irène Jacob, qui rencontre l'amour, une certaine Rose jouée par Sylvie Granotier. La même année, il incarne un sorcier des bois dans la comédie noire policière Polar Park portée par Jean-Paul Rouve et Guillaume Gouix qui est diffusée sur Arte.

#### Doublage, animation française et voix off
Il est également connu pour ses doublages dans des films ou séries télévisées étrangères qu'il effectue depuis la fin des années 1980, mais aussi pour des personnages dans l'animation. Il est notamment la voix française régulière de William Hurt, Ben Kingsley, Hugo Weaving, Hugh Laurie, Jonathan Banks et Frank Langella, ainsi qu'une des voix récurrentes de Jeremy Irons,. Depuis 2012, il double aussi Tommy Lee Jones, succédant à Claude Giraud, parti à la retraite.
Dans l'animation, il a joué dans plusieurs productions françaises, ayant notamment interprété le rôle titre dans Monsieur Bébé (2009), le juge grizzly dans Ernest et Célestine (2012) ou encore Oloukine dans Tout en haut du monde (2015). En 2017, il prête sa voix à Mister K dans Mutafukaz.
Il a également doublé Jafar dans Aladdin (1992) ou Grimmel dans Dragons 3 : Le Monde caché (2019). Participant également au doublage de nombreux jeux vidéo, il prête sa voix, entre autres, à l'empereur Emhyr var Emreis dans The Witcher 3: Wild Hunt (2015), au grand inquisiteur Vitalis Bénévent dans A Plague Tale: Innocence (2019) ou encore Renoir dans Clair Obscur : Expedition 33 (2025).
Il se sert également de sa voix pour divers projets, narrant des documentaires, des livres audio comme Le Quidditch à travers les âges en 2018 ou jouant dans des fictions radiophoniques notamment dans la série d'espionnage Projet Orloff pour France Culture, dans laquelle il joue le rôle d'Hector Créange,. En 2019, il prête sa voix au romain Caïus Bonus dans l'adaptation audio de la bande dessinée Astérix le Gaulois.
Sa lecture du livre Enfant de salaud de Sorj Chalandon, lui vaut d'être récompensé du Prix du public du livre audio francophone au Festival du livre audio et du podcast de Strasbourg.

### Vie privée
Il est l'époux de la comédienne Nicole Kaufmann.

## Théâtre
- 1970 : Léonce et Léna de Georg Büchner, mise en scène Olivier Katian
- 1971 : Les Brigands de Friedrich von Schiller, mise en scène Antoine Bourseiller, théâtre du Gymnase
- 1972 : Prométhée enchaîné d'Eschyle, mise en scène Patrick Falquière
- 1973 : Le Petit Diable et la flamme de et mise en scène Nicolas Devil
- 1974 : Les Bottes de l'ogre et La Résistance, mise en scène Jean-Claude Fall, Philippe Adrien, théâtre Nanterre-Amandiers
- 1974 : La Savane de Ray Bradbury, mise en scène François Dupeyron
- 1975 : Lear d'Edward Bond, mise en scène Patrice Chéreau, TNP Villeurbanne, théâtre national de Belgique, théâtre de l'Odéon
- 1975 : L'Avare de Molière, mise en scène Jean Darle
- 1976 : Schippel de Carl Sternheim, mise en scène Jean-Claude Fall, théâtre de la Commune
- 1976 : La Dispute de Marivaux, mise en scène Patrice Chéreau
- 1977 : Vive Henri IV ! ou la Galigaï de Jean Anouilh, mise en scène Nicole Anouilh, théâtre de Paris
- 1977 : Le Songe d'une nuit d'été de William Shakespeare, mise en scène Petrika Ionesco (ro), théâtre Nanterre-Amandiers
- 1978 : Schippel de Carl Sternheim, mise en scène Jean-Claude Fall, théâtre de la Commune
- 1978 : Paul Bauch de Volker Braun, mise en scène Max Denes
- 1978 : Maître Puntila et son valet Matti de Bertolt Brecht, mise en scène Guy Rétoré
- 1979 : Succès auteur et mise en scène Javier Arroyuelo et Rafael López Sánchez
- 1980 : Le Loup-Garou de Roger Vitrac, mise en scène Romain Weingarten, théâtre Saint-Georges
- 1987 : Minitel de toi auteur et mise en scène Chantal Pelletier
- 1987 : Génousie de René de Obaldia, mise en scène Claude Santelli, théâtre de l'Odéon, théâtre des Célestins
- 1990 : Othello de William Shakespeare, mise en scène Hervé Tougeron, avec Ann-Gisel Glass
- 1991 : Les Chants de Maldoror de Lautréamont, mise en scène Hans-Peter Cloos, théâtre Paris-Villette
- 1993 : Harriet de Jean-Pierre Sarrazac, mise en scène Claude Yersin, Nouveau théâtre d'Angers, théâtre Paris-Villette
- 1995 : Diktat d'Enzo Cormann, mise en scène Hervé Tougeron
- 1995 : Bal à Wiepersdorf et Imbiss à Oranienbaum d'Ivane Daoudi, lecture Festival d'Avignon
- 1997 : Les Réprouvés d'Enzo Cormann, mise en scène Hervé Tougeron
- 1998 : Diktat (reprise) d'Enzo Cormann, mise en scène Hervé Tougeron
- 2002 : Le Songe d'une nuit d'été de William Shakespeare, mise en scène Yannis Kokkos
- 2003 : La Dispute de Marivaux, mise en scène Filip Forgeau
- 2004 : Comme c'est drôle de et par Alain Fleury
- 2005 : Le Caïman d'Antoine Rault, mise en scène Hans-Peter Cloos, théâtre Montparnasse
- 2008 : La Dispute de Marivaux, mise en scène Filip Forgeau, théâtre 13
- 2008 : Du cristal à la fumée de Jacques Attali, mise en scène Daniel Mesguich, théâtre du Rond-Point
- 2010 : Une maison de poupée d'Henrik Ibsen, mise en scène Nils Öhlund, théâtre de l'Athénée-Louis-Jouvet
- 2012 : De beaux lendemains de Russell Banks, mise en scène Emmanuel Meirieu, tournée
- 2015 : Anna Christie d'Eugene O'Neill, mise en scène Jean-Louis Martinelli, Théâtre de l'Atelier

## Filmographie

### Cinéma

#### Longs métrages

##### Années 1970
- 1972 : Les Petits Enfants d'Attila de Jean-Pierre Bastid
- 1972 : Le monde était plein de couleurs d'Alain Périsson : Antoine Loiseau
- 1972 : La Route de Jean-François Bizot
- 1972 : Chacal (The Day of the Jackal) de Fred Zinnemann
- 1973 : Comment réussir quand on est con et pleurnichard de Michel Audiard : le mime du cabaret
- 1974 : Trompe-l'œil (Le Miroir éclate) de Claude d'Anna : l'homme-oiseau
- 1974 : La Bonzesse de François Jouffa : Gérard, le mari de Martine
- 1975 : Guerre et Amour (Love and Death) de Woody Allen : Mikhail Grushenko
- 1975 : Les Conquistadores de Marco Pauly : Paul
- 1977 : Bobby Deerfield de Sydney Pollack : Tommy
- 1979 : La Vraie Histoire de Gérard Lechômeur de Joaquin Lledo : le libraire
- 1979 : Bête, mais discipliné de Claude Zidi : Othello
- 1979 : Charles et Lucie de Nelly Kaplan : le tueur fou
- 1979 : La Guerre des polices de Robin Davis : Serge Manekian
- 1979 : Opération Ogre (Ogro) de Gillo Pontecorvo : José María Uriarte alias « Yoseba »

##### Années 1980
- 1980 : Les Sous-doués de Claude Zidi : le père de MC 2
- 1980 : La Bande du Rex de Jean-Henri Meunier : l'inspecteur principal Antoine
- 1980 : Trois hommes à abattre de Jacques Deray : Leblanc
- 1980 : Inspecteur la Bavure de Claude Zidi : Merlino, le photographe
- 1981 : Un assassin qui passe de Michel Vianey : Fontaine
- 1981 : Les Uns et les Autres de Claude Lelouch : Alexis
- 1982 : Le Beau Mariage d'Éric Rohmer : Simon
- 1982 : Cinq et la peau de Pierre Rissient : Ivan
- 1982 : Le Choc de Robin Davis : Borévitch, dit « Boro »
- 1982 : Enigma de Jeannot Szwarc : le responsable culturel
- 1983 : Pauline à la plage d'Éric Rohmer : Henri
- 1984 : Ave Maria de Jacques Richard : Adolphe Eloi
- 1984 : Souvenirs secrets (Leave All Fair) de John Reid : André de Sarry
- 1985 : Suivez mon regard de Jean Curtelin : le dictateur à la radio
- 1986 : Werther de Pilar Miró : Alberto
- 1986 : Lola de Bigas Luna : Mario
- 1986 : Sarraounia de Med Hondo : le capitaine Chanoine
- 1986 : Les Oreilles entre les dents de Patrick Schulmann : Phoebus
- 1986 : Le Moine et la Sorcière de Suzanne Schiffman : le comte de Villars
- 1987 : Cinématon no 910 de Gérard Courant
- 1988 : El Dorado de Carlos Saura : Montoya
- 1988 : Ne réveillez pas un flic qui dort de José Pinheiro : Stoedler
- 1989 : El mar es azul de Juan Ortuoste : Fernando
- 1989 : Estación central de José Antonio Salgot : Alex
- 1989 : Jour après jour d'Alain Attal : Pèlerin

##### Années 1990
- 1990 : Los Ángeles de Jacob Berger : Hugo Carrero
- 1990 : Continental de Xavier Villaverde : Ventura
- 1990 : Vincent et Théo de Robert Altman : Dr Peyron
- 1990 : Henry et June de Philip Kaufman : Paco Miralles, le professeur de danse espagnole
- 1990 : La Note bleue d'Andrzej Żuławski : Eugène Delacroix
- 1991 : L'home de neó d'Albert Abril : David
- 1991 : The Party : Nature Morte de Cynthia Beatt : Black
- 1991 : Talons aiguilles (Tacones lejanos) de Pedro Almodóvar : Manuel
- 1992 : La vida láctea de Juan Estelrich Jr : Bruno
- 1992 : Luz negra de Xavier Bermúdez : Juan Islas
- 1992 : Ville à vendre de Jean-Pierre Mocky : Picoud
- 1993 : Punto di fuga de Claudio Del Punta
- 1993 : Berthe de Joux de Michel Duveaux
- 1993 : Jardines colgantes de Pablo Llorca : Toro
- 1993 : Action mutante (Acción mutante) d'Álex de la Iglesia : Kaufmann
- 1993 : L'Ombre du doute d'Aline Issermann : le thérapeute
- 1994 : La Danse du feu de Salma Baccar : Pierre
- 1995 : Alfred de Vilgot Sjöman : Paul Barbe
- 1995 : Au petit Marguery de Laurent Bénégui : le linguiste
- 1996 : Trois vies et une seule mort de Raoul Ruiz : Andre
- 1996 : Une histoire d'amour à la con de Henri-Paul Korchia
- 1996 : Best-Seller: El premio de Carlos Pérez Ferré : Romin
- 1997 : Docteur Chance de F. J. Ossang : Bruce Satarenko
- 1997 : Les Mille Merveilles de l'univers de Jean-Michel Roux : Purpur
- 1998 : Les Filles de Vincennes de Thierry Binisti : Bernard
- 1998 : Michael Kael contre la World News Company de Christophe Smith : le major Sylvain
- 1998 : Dormez, je le veux ! d'Irène Jouannet : Katz
- 1998 : Ronin de John Frankenheimer : Mikhi
- 1999 : Le destin se joue la nuit d'Ilkka Järvi-Laturi : Romanov
- 1999 : Un pur moment de rock'n roll de Manuel Boursinhac : Bruno
- 1999 : Du bleu jusqu'en Amérique de Sarah Lévy : Aimé

##### Années 2000
- 2000 : Vatel de Roland Joffé : Alcalet
- 2000 : The Dancer de Frédéric Garson : Oscar
- 2000 : Exit d'Olivier Megaton : Olbek, le psychiatre
- 2000 : Le Sens des affaires de Guy-Philippe Bertin : Jean-François de Roquemaurel
- 2001 : L'illa de l'holandès de Sigfrid Monleón : Patrice, el Belga
- 2002 : Le Sortilège de Shanghai (El Embrujo de Shanghai) de Fernando Trueba : Michel Levy
- 2002 : Semana santa de Pepe Danquart : Torillo
- 2002 : Carnages de Delphine Gleize : Paco
- 2002 : Affaire(s) à suivre... de Bernard Boespflug : Jacques Lechatelier
- 2003 : Ce jour-là de Raoul Ruiz : Warff
- 2003 : Dans le rouge du couchant d'Edgardo Cozarinsky : David
- 2004 : Big Kiss de Billy Zane : Charrier
- 2004 : L'Incruste, fallait pas le laisser entrer ! d'Alexandre Castagnetti et Corentin Julius : le père d'Alexandre
- 2004 : Hipnos de David Carreras : Sánchez Blanch
- 2004 : Alexandre d'Oliver Stone : le père de Roxane
- 2005 : Le Bénévole de Jean-Pierre Mocky : Michel, le maire
- 2005 : Liberata de Philippe Carrese : l'ingénieur radio
- 2005 : L'Envoûtement de Shanghaï de Fernando Trueba : Michel Levy
- 2005 : Mémoire vive de Chama Sarmiento
- 2005 : Le Syndrome du carambar de Gaël Naizet : le spécialiste
- 2006 : La Malédiction du chat de Frédéric Joffre
- 2007 : Le Silence avant Bach de Pere Portabella : le vendeur de pianos

##### Années 2010
- 2011 : Je n'ai rien oublié de Bruno Chiche : Scholler
- 2012 : La Mémoire dans la chair de Dominique Maillet : Manrique
- 2012 : Cassos de Philippe Carrese : l'homme sévère
- 2012 : Aux yeux de tous de Cédric Jimenez et Arnaud Duprey : Nikola
- 2012 : Populaire de Régis Roinsard : André Japy
- 2013 : Les Beaux Jours de Marion Vernoux : Paul
- 2013 : Juliette de Pierre Godeau : le père de Juliette
- 2014 : L'Instinct de Résistance de Jorge Amat : le narrateur (voix)
- 2014 : Viktor de Philippe Martinez
- 2014 : Dans la cour de Pierre Salvadori : Serge
- 2014 : La French de Cédric Jimenez : Gaston Defferre
- 2015 : Antigang de Benjamin Rocher : Tancrède
- 2016 : Ce sentiment de l'été de Mikhaël Hers : Vladimir
- 2016 : Et ta sœur de Marion Vernoux : la voix du père
- 2016 : Père fils thérapie ! d'Émile Gaudreault : Claude Bracci
- 2016 : Road Games d'Abner Pastoll : Delacroix
- 2016 : Fleur de tonnerre de Stéphanie Pillonca-Kervern : Monsieur Bidard de la Noé
- 2017 : Money de Gela Babluani : Jean-Philippe
- 2017 : Grand Froid de Gérard Pautonnier : le Mort
- 2017 : Hier (en) de Bálint Kenyeres : un ministre
- 2017 : Le Portrait interdit de Charles de Meaux : Frère Paul
- 2018 : Le Retour du héros de Laurent Tirard : le général Mortier-Duplessis
- 2018 : Monsieur je-sais-tout de Stéphan Archinard et François Prévôt-Leygonie : Antonio

##### Années 2020
- 2022 : Mastemah de Didier D. Daarwin : le père Sylvain
- 2022 : L'Astronaute de Nicolas Giraud : Hector Fernbach
- 2025 : Belladone d'Alanté Kavaïté : François
- 2025 : Love me Tender d'Anna Cazenave-Cambet : Hugues
- 2025 : Chien 51 de Cédric Jimenez : le pasteur
- 2025 : Les enfants vont bien de Nathan Ambrosioni : le père

#### Courts métrages
- 1982 : Hughie de Frédéric Compain
- 1982 : Grand Huit de Cyril Collard
- 1982 : Fernandel for ever de Vincent Lombard
- 1982 : Le Cachot de Michel Sibra
- 1983 : Roses rouges de Didier Sauvegrain
- 1983 : Les Lièvres du vilain d'Armando Bernardi
- 1987 : Strike de Michel de Vida
- 1987 : Rosette cherche une chambre de Rosette
- 1992 : Trop près des Dieux de Jean-Michel Roux
- 1993 : Le Contrat de Laurent Pawlotsky
- 1993 : Arène de Nicolas Cuche
- 1998 : Rouge et Mimosa de Marie Borrelli
- 1998 : Douche froide de Pierre Alt
- 1998 : En désespoir de cause de Vincent Loury
- 1998 : Les Trois Sœurs de Guy-Philippe Bertin
- 1998 : Coquillettes de Joséphine Flasseur
- 1999 : Fausses alertes de Sarah Lévy
- 1999 : 0.01.02 (Triptyque) de Muriel Lacalmonti
- 1999 : Hap, le céleste de Laurent Germain Maury
- 2001 : Je m'appelle de Stéphane Elmadjian : narrateur
- 2002 : Les Corps solitaires de Pierre Lacan : narrateur
- 2003 : Projet Gamma de David Sarrio : professeur Stan Liebermann
- 2005 : Le Syndrome du carambar de Gaël Naizet
- 2005 : Divination de Laurent Germain Maury
- 2008 : La Conspiration d'Orion de Seb Janiak
- 2009 : Le Frère de Julien Darras : Oncle Jean
- 2011 : Voice Over de Martin Rosete : le narrateur[16]
- 2015 : Retour de flamme de Hervé-Jacques Passard
- 2016 : La Légende du vieux Prigent de Georges Hauchard-Heutte
- 2023 : Rosalie et César de Joan Borderie : César
- 2023 : Manipulation de David Balda : Juraj

### Télévision
- 1975 : Une suédoise à Paris de Patrick Saglio : Geoffroy (série télévisée)
- 1978 : Douze heures pour mourir d'Abder Isker : Milo le Jockey
- 1979 : Joséphine ou la Comédie des ambitions de Robert Mazoyer : le tsar (feuilleton télévisé)
- 1980 : Louis et Réjane de Philippe Laïk : Paul
- 1980 : Les Visiteurs de Michel Wyn : Robespierre (mini-série)
- 1980 : Les Liaisons dangereuses de Claude Barma : Prévan (téléfilm)
- 1980 : Les Enquêtes du commissaire Maigret : ? (épisode : Le Charretier de la Providence de Marcel Cravenne)
- 1980 : Docteur Teyran de Jean Chapot : Boris Valberg
- 1981 : Les Uns et les Autres de Claude Lelouch : Alexis (version feuilleton)
- 1982 : Fausses Notes de Peter Kassovitz : Muller
- 1982 : Les Nouvelles Brigades du Tigre : le journaliste (saison 5, épisode 3 : Le Vampire des Carpates de Victor Vicas)
- 1983 : Dorothée danseuse de corde de Jacques Fansten : Maxime d'Estreicher
- 1983 : L'Île bleue de Jean-Claude Guidicelli : Gabriel
- 1983 : Hughie de Frédéric Compain : le gardien de nuit
- 1984 : Tu peux toujours faire tes bagages de Jacques Krier : Jeff
- 1984 : Nuits secrètes de William Hale : Felix
- 1984 : Les Fils des alligators d'André Farwagi : Zéroo
- 1985 : Série noire : Delcroix (épisode Pour venger pépère de Joël Séria)
- 1986 : Sins de Douglas Hickox : Caméléon (feuilleton télévisé)
- 1986 : Nazi Hunter: The Beate Klarsfeld Story de Michael Lindsay-Hogg : Luc Pleyel
- 1989 : Brigada central : Sousa (série télévisée)
- 1990 : La Porte d'or de Michel Vianey : Pardisson
- 1990 : Au bonheur des autres de Charles L. Bitsch : Fabrice, le voisin
- 1991 : Les Hordes de Jean-Claude Missiaen : Yvan Arkady (feuilleton télévisé)
- 1993 : La Guerre blanche (Brigada central 2: La guerra blanca) de Pedro Masó (série télévisée)
- 1994 : L'Homme empaillé de Philippe Venault
- 1994 : Sharpe's Enemy de Tom Clegg : le major Pierre Ducos
- 1994 : Sharpe's Honour de Tom Clegg : Ducos
- 1994 : Les Femmes et les enfants d'abord de Sandra Joxe : Didier
- 1994 : Passé-composé de Françoise Romand : Daniel
- 1994 : Nestor Burma dans l'île de Jean-Paul Mudry
- 1996 : Adorable petite bombe de Philippe Muyl : Boris
- 1996 : Crime sans témoin de Thierry Binisti : Yvon Delattre
- 1996 : Sharpe's Siege de Tom Clegg : le major Pierre Ducos
- 1996 : Mafia rouge de Michel Sibra : Konev
- 1996 : À découvert de Laurent Jaoui : Loïc
- 1997 : Sharpe's Revenge de Tom Clegg : Ducos
- 1998 : Les Insoumis de Gérard Marx : Acker
- 1998 : Ivar Kreuger de Lars Molin : Dreyfuss
- 1998 : La Justice de Marion de Thierry Binisti : Bernard
- 2001 : Sur la terre des monstres disparus : le narrateur
- 2002 : La Ligne noire de Jean-Teddy Filippe : Docteur Berry (feuilleton télévisé)
- 2004 : Boulevard du Palais : Charles Vendémiaire (saison 7, épisode 15 : Une mort de trop de Pascale Dallet)
- 2004 : Les Amants du bagne de Thierry Binisti : le commandant
- 2006 : Agathe contre Agathe de Thierry Binisti : Monnier
- 2006 : Monsieur Max de Gabriel Aghion
- 2006 : Au crépuscule des temps de Sarah Lévy : Hulmer Badek
- 2009 : Profilage : Maxime Dazor (Saison 1, Épisode 2 : Sans rémission)
- 2009 : Le Cœur du sujet de Thierry Binisti : le colonel
- 2009 : Louis XV, le Soleil noir de Thierry Binisti : Cassini
- 2009 : Cercueil volant de Christophe Barbier : le professeur Reinhart
- 2009 : Blackout de René Manzor : Roland
- 2009 : Les Dernières Heures du mur de Jean-François Delassus : Markus Wolf
- 2010 : Du cristal à la fumée de Philippe Miquel : le directeur général d'Allianz
- 2010 : Le Frère de Julien Darras : l'oncle Jean (téléfilm)
- 2010 : L'Arche de Babel de Philippe Carrese : Simon
- 2010 : Les Piliers de la terre (The Pillars of the Earth) de Sergio Mimica-Gezzan : l'abbé Suger (mini-série - épisode « Anarchy »)
- 2011 : Section de recherches : Nicolas Kline (Saison 5, Épisode 6 : Pas de deux)
- 2011 : Signature d'Hervé Hadmar : Martin Faber (série télévisée)
- 2011 : Le Tombeau d'Hélios de Bruno Gantillon : Helios
- 2011 : Un, deux, trois, voleurs de Gilles Mimouni : Daniel Petrescu
- 2012 : Toussaint Louverture de Philippe Niang : le général Cafarelli
- 2012 : Strike Back : père Grégoire (saison 3, épisode 4)
- 2012 : Le Sang de la vigne : Valéry Tchernakov (épisode La Robe de Margaux)
- 2014 : Ligne de mire de Nicolas Herdt : le Belge (téléfilm)
- 2014 : Virage Nord de Virginie Sauveur : Jacques Lambert (mini-série)
- 2014 : Rosemary's Baby d'Agnieszka Holland (mini-série)
- 2016 : L'Inconnu de Brocéliande de Vincent Giovanni : Yvon Delorme
- 2017 : Les Crimes silencieux de Frédéric Berthe : Hugues Borski
- 2017-2019 : Quartier des Banques : Maître Bartholdy (série télévisée)
- 2018 : Meurtres en Lorraine de René Manzor : Hervé Muller
- 2019 : Plan cœur : Piotr Kaminsky (saison 2)
- 2023 : Septième Ciel : Jacques (série télévisée)
- 2023 : Polar Park de Gérald Hustache-Mathieu : le chaman (série télévisée)
- 2024 : Becoming Karl Lagerfeld : Antony de Bascher (mini-série)
- 2024 : Le Voyageur : Vatel (épisode Le Danseur de verre)
- 2024 : Carpe Diem de Pierre Isoard : Mauricio de Santis
- 2024 : Anaon de David Hourrègue : Capitaine
- 2024 : Reina Roja de Koldo Serra : Aslan Orlov

## Doublage
Féodor Atkine a prêté sa voix pour des productions françaises ainsi que pour le doublage d'œuvres étrangères, dans les rôles suivants :

### Cinéma

#### Films
- William Hurt dans (22 films) :
  - Confidences à un inconnu (1994) : l'étranger
  - Jane Eyre (1996) : Rochester
  - Dark City (1998) : l'inspecteur Frank Bumstead
  - Perdus dans l'espace (1998) : le professeur John Robinson
  - Contre-jour (1998) : George Gulden
  - Les Rênes du pouvoir (1999) : William Blake Pellarino
  - A.I. Intelligence artificielle (2001) : le professeur Allen Hobby
  - Le Village (2004) : Edward Walker
  - Syriana (2005) : Stan
  - A History of Violence (2005) : Richie Cusack
  - Raisons d'État (2006) : Philip Allen
  - Into the Wild (2007) : Walt McCandless
  - L'Incroyable Hulk (2008) : le général Thaddeus « Thunderbolt » Ross
  - Angles d'attaque (2008) : le président
  - La Comtesse (2009) : Gyorgy Thurzo
  - The River Why (en) (2010) : Warren Mills
  - Robin des Bois (2010) : Guillaume le Maréchal
  - Les Âmes vagabondes (2013) : Jebediah Stryder
  - Un amour d'hiver (2014) : Isaac Penn
  - Captain America: Civil War (2016) : le secrétaire d'État Thaddeus « Thunderbolt » Ross
  - Avengers: Infinity War (2018) : le secrétaire d'État Thaddeus « Thunderbolt » Ross
  - Black Widow (2021) : le secrétaire d'État Thaddeus « Thunderbolt » Ross
- Ben Kingsley dans (21 films) :
  - Prince of Persia : Les Sables du Temps (2010) : Nizam
  - Iron Man 3 (2013) : Trevor Slattery / le Mandarin
  - Learning to Drive (2014) : Darwan[n 1]
  - Robots Supremacy (2014) : Robin Smythe[n 1]
  - Exodus: Gods and Kings (2014) : Noun, un intellectuel hébreu
  - La Nuit au musée : Le Secret des Pharaons (2014) : Merenkhare
  - Knight of Cups (2015) : le 1er narrateur
  - Life (2015) : Jack Warner
  - Renaissances (2015) : Damian Hayes
  - The Walk : Rêver plus haut (2015) : Rudolf « Papa Rudy » Omankowsky
  - No Way Out (2016) : Geran
  - War Machine (2017) : Karzai, l'ancien président de l'Afghanistan
  - Le Lieutenant Ottoman (2017) : Dr Garrett Woodruff
  - Security (2017) : Charlie
  - Operation Finale (2018) : Adolf Eichmann
  - Nomis (2018) : Cooper
  - Opération Brothers (2019) : Ethan Levin
  - Spider in the Web (2019) : Adereth
  - Locked Down (2021) : Malcolm
  - Shang-Chi et la Légende des Dix Anneaux (2021) : Trevor Slattery
  - The Killer's Game (2024) : Zvi Rabinowitz
- Tommy Lee Jones dans (11 films) :
  - Lincoln (2012) : Thaddeus Stevens
  - Malavita (2013) : Robert Stansfield
  - The Homesman (2014) : George Briggs
  - Criminal : Un espion dans la tête (2016) : Dr Frank
  - Jason Bourne (2016) : Robert Dewey
  - Mechanic: Resurrection (2016) : Max Adams
  - Ad Astra (2019) : Clifford H. McBride
  - Arnaque à Hollywood (2020) : Duke Montana
  - Wander (2020) : Jimmy Cleats
  - Death Business (2023) : Jeremiah Joseph O'Keefe (en)
  - Finestkind (2023) : Eldridge
- Hugo Weaving dans (10 films) :
  - Le Seigneur des anneaux : La Communauté de l'anneau (2001) : Elrond
  - Le Seigneur des anneaux : Les Deux Tours (2002) : Elrond
  - Le Seigneur des anneaux : Le Retour du roi (2003) : Elrond
  - V pour Vendetta (2006) : V
  - Captain America: First Avenger (2011) : Johann Schmidt / Crâne rouge
  - Le Hobbit : Un voyage inattendu (2012) : Elrond
  - Cloud Atlas (2013) : Haskell Moore / Tadeusz Kesselring / Bill Smoke / l'infirmier Noakes / Boardman Mephi / Georgie vieux
  - Le Hobbit : La Bataille des Cinq Armées (2014) : Elrond
  - Tu ne tueras point (2016) : Tom Doss
  - Mortal Engines (2018) : Thaddeus Valentine
- Jeremy Irons dans (10 films) :
  - Kingdom of Heaven (2005) : Tiberias
  - Eragon (2006) : Brom
  - The Words (2012) : le vieil homme
  - Sublimes Créatures (2013) : Macon Ravenwood
  - L'Homme qui défiait l'infini (2015) : Godfrey Harold Hardy
  - La Couleur de la victoire (2016) : Avery Brundage
  - Red Sparrow (2018) : Général Vladimir Andreievich Korchnoi
  - House of Gucci (2021) : Rodolfo Gucci
  - L'Étau de Munich (2021) : Neville Chamberlain
  - The Beekeeper (2024) : Wallace Westwyld
- Ciarán Hinds dans (9 films) :
  - Munich (2005) : Carl
  - La Montagne ensorcelée (2009) : Henry Burke
  - L'Affaire Rachel Singer (2010) : David Poretz
  - Closed Circuit (2013) : Devlin
  - Bleed for This (2016) : Angelo Pazienza
  - Silence (2016) : le père Alessandro Valignano
  - Justice League (2017) : Steppenwolf (voix)
  - Zack Snyder's Justice League (2021) : Steppenwolf (voix)
  - Belfast  (2021) : Pop
- Frank Langella dans (8 films) :
  - Good Night and Good Luck (2005) : William Paley
  - The Box (2009) : Arlington Steward
  - Wall Street : L'argent ne dort jamais (2010) : Lewis Zabel
  - Robot and Frank (2012) : Frank
  - Grace de Monaco (2014) : père Francis Tucker
  - Opération Muppets (2014) : Beefeater Vicar
  - Captain Fantastic (2016) : Jack
  - Les Sept de Chicago (2020) : Julius Hoffman
- Hugh Laurie dans (5 films) :
  - Au bout de la nuit (2008) : le capitaine Biggs
  - Love Next Door (2012) : David
  - À la poursuite de demain (2015) : David Nix
  - Holmes and Watson (2018) : Mycroft Holmes
  - The Personal History of David Copperfield (2019) : M. Dick
- Will Patton dans (5 films) :
  - Phénomènes paranormaux (2009) : le shérif August
  - L'Élite de Brooklyn (2010) : le lieutenant Bill Hobarts
  - Halloween (2018) : l'officier Frank Hawkins
  - Halloween Kills (2021) : l'officier Frank Hawkins
  - Halloween Ends (2022) : l'officier Frank Hawkins
- Fred Melamed dans (4 films) :
  - A Serious Man (2009) : Sy Ableman
  - Teach Me Love (2014[n 2]) : Dr Piggott
  - Ave, César ! (2016) : Fred, un scénariste communiste
  - Passengers (2016) : l'observatoire (voix)
- F. Murray Abraham dans (4 films) :
  - Dead Man Down (2013) : Gregor
  - The Grand Budapest Hotel (2014) : M. Moustafa, âgé
  - Robin des Bois (2018) : le cardinal
  - Dans les angles morts (2021) : Floyd DeBeers
- Ed Harris dans (4 films) :
  - Geostorm (2017) : Leonard Dekkom
  - Resistance (2020) : le général George Patton
  - Love Lies Bleeding (2024) : Lou Langston Sr.
  - Riff Raff (2024) : Vincent
- Karel Roden dans :
  - 15 minutes (2001) : Emil Slovak
  - La Peur au ventre (2006) : Anzor Yugorsky
  - Largo Winch (2008) : Mikhail Korsky
- Billy Bob Thornton dans :
  - The Barber (2001) : Ed Crane
  - L'Œil du mal (2008) : Thomas Morgan
  - Bad Santa 2 (2016) : Willie T. Soke
- Peter Stormare dans :
  - Minority Report (2002) : Dr Eddie Solomon
  - La Marque de la vengeance (2017) : l'agent Mark Holman
  - Until Dawn : La Mort sans fin (2025) : Dr Alan J. Hill
- Sid Haig dans :
  - La Maison des mille morts (2003) : le capitaine Spaulding / James Cutter
  - The Devil's Rejects (2005) : le capitaine Spaulding / James Cutter
  - 3 from Hell (2019) : le capitaine Spaulding / James Cutter
- Stephen McHattie dans :
  - The Fountain (2006) : Silecio
  - The Secret (2012) : le lieutenant Dodd
  - Pay the Ghost (2015) : l'aveugle
- Rade Šerbedžija dans :
  - Shooter, tireur d'élite (2007) : Michael Sandor
  - The Eye (2008) : Simon McCullough
  - Middle Men (2009) : Nikita Sokoloff
- Rutger Hauer dans : 
  - Goal 2 : La Consécration (2007) : Rudi Van Der Merwe
  - Valérian et la Cité des mille planètes (2017) : le président de la Fédération Humaine
  - La Légende du dragon (2019) : l'ambassadeur / le narrateur
- Charles Dance dans :
  - Dracula Untold (2014) : le vieux vampire
  - Enfant 44 (2015) : le major Gratchev
  - La Femme au tableau (2015) : Sherman
- Andy Serkis dans : 
  - Star Wars, épisode VII : Le Réveil de la Force (2015) : le leader suprême Snoke
  - Star Wars, épisode VIII : Les Derniers Jedi (2017) : le leader suprême Snoke
  - Star Wars, épisode IX : L'Ascension de Skywalker (2019) : Snoke (caméo vocal)
- John Larroquette dans :
  - Richie Rich (1994) : Lawrence Van Dough
  - Southland Tales (2006) : Vaughn Smallhouse
- Derek Jacobi dans :
  - Underworld 2 (2006) : Alexander Corvinus
  - À la croisée des mondes : La Boussole d'or (2007) : l'émissaire du Magisterium
- Robert Redford dans :
  - Le Petit Monde de Charlotte (2006) : Ike, le cheval (voix)
  - The Old Man and The Gun (2018) : Forrest Tucker
- Vincent Franklin (en) dans : 
  - Confetti (en) (2006) : Archie
  - Peterloo (2018) : Etlhelson
- Peter Fonda dans :
  - Ghost Rider (2007) : Méphistophélès
  - The Runner (2015) : Rayne Pryce
- Ian McShane dans : 
  - Course à la mort (2008) : Coach
  - Salsa Fury (2014) : Ron
- Alon Abutbul dans : 
  - Mensonges d'État (2008) : Al-Saleem
  - Opération Beyrouth (2018) : Roni Niv
- Steve Martin dans :
  - Pas si simple (2009) : Adam
  - Un jour dans la vie de Billy Lynn (2016) : Norm Ogsleby
- Ulrich Thomsen dans :
  - The Thing (2011) : Sander
  - A Second Chance (2014) :  Simon
- Bob Balaban dans :
  - Monuments Men (2014) : Preston Savitz
  - I Am the Pretty Thing That Lives in the House (2016) : M. Waxcap
- Jonathan Banks dans : 
  - Comment tuer son boss 2 (2014) : l'inspecteur Hatcher
  - El Camino : Un film Breaking Bad (2019) : Mike Ehrmantraut
- Mikhail Gorevoy dans : 
  - Le Pont des espions (2015) : Ivan Schischkin
  - Hunter Killer (2018) : Dmitri Durov
- Ross Marquand dans :
  - Avengers: Infinity War (2018) : Crâne rouge
  - Avengers: Endgame (2019) : Crâne rouge
- Anthony Hopkins dans :
  - Une vie (2023) : Nicholas Winton
  - Freud, la dernière confession (2023) : Sigmund Freud
- 1976 : La Marquise d'O... : le comte russe (Bruno Ganz)
- 1986 : Nomads : Jean-Charles Pommier (Pierce Brosnan)
- 1987 : Full Metal Jacket : Crazy Earl (Kieron Jecchinis)
- 1987 : Tuer n'est pas jouer: Georgi Koskov (Jeroen Krabbé)
- 1994 : Le Client : Jack Nance (John Diehl)
- 1994 : Les Patriotes : Pinkhas (Rami Danon)
- 1996 : L'Agent secret : Vladimir (Eddie Izzard)
- 1999 : Jeanne d'Arc : Conscience de Jeanne (Dustin Hoffman)
- 1999 : Eyes Wide Shut : Maître de cérémonie (Leon Vitali)
- 2000 : Battlefield Earth : Bartender (Earl Pastko)
- 2000 : Code inconnu : l'homme dans le taxi [Qui ?] (voix)
- 2001 : Emprise : Wesley Doyle (Powers Boothe)
- 2001 : Le Tombeau : Abu Yusef (Mohammad Bakri)
- 2001 : Intacto : Federico (Eusebio Poncela)
- 2002 : Immortel, ad vitam : Horus (Thomas M. Pollard)
- 2002 : Cypher : Finster (Nigel Bennett)
- 2002 : La Vengeance de Monte Cristo : J.F. Villefort (James Frain)
- 2002 : Dancer Upstairs : Calderón (Luis Miguel Cintra)
- 2003 : Ivresse et Conséquences : Ken (James Brolin)
- 2003 : Daredevil : le Père Everett (Derrick O'Connor)
- 2003 : Il était une fois au Mexique... Desperado 2 : le président mexicain (Pedro Armendáriz)
- 2004 : The Assassination of Richard Nixon : Julius Bicke (Michael Wincott)
- 2004 : Northfork : Tasse de thé (Robin Sachs)
- 2004 : The Girl Next Door : M. Salinger (Harry Laskaway)
- 2005 : Assaut sur le central 13 : Milos (Titus Welliver)
- 2005 : Adieu Cuba : le sénateur Cossio (Ivan Garcia)
- 2005 : Le Fils du Mask : Odin (Bob Hoskins)
- 2005 : Otage : The Watchman (Kim Coates)
- 2005 : L'Interprète : Nils Lud (Jesper Christensen)
- 2006 : Superman Returns : Jor-El (Marlon Brando)
- 2006 : Casino Royale : Mandel (Ludger Pistor) et Dryden (Malcolm Sinclair (en))
- 2006 : Ô Jérusalem : David Ben Gourion (Ian Holm)
- 2006 : Da Vinci Code : Andre Vernet (Jürgen Prochnow)
- 2007 : Les Promesses de l'ombre : Semyon (Armin Mueller-Stahl)
- 2007 : Hitman : Jamison Smith (James Faulkner)
- 2007 : American Gangster : le général chinois (Ric Young)
- 2007 : L'Amour aux temps du choléra : Don Leo (Héctor Elizondo)
- 2008 : À la croisée des mondes : La Boussole d'or : Farder Coram (Tom Courtenay)
- 2008 : Crimes à Oxford : Arthur Seldom (John Hurt)
- 2008 : X-Files : Régénération : Janke Dacyshyn (Callum Keith Rennie)
- 2008 : Saw 5 : Charles (Carlo Rota)
- 2008 : Bons Baisers de Bruges : Yuri (Éric Godon)
- 2009 : Walkyrie : Erwin von Witzleben (David Schofield)
- 2009 : The Red Riding Trilogy : Martin Laws (Peter Mullan)
- 2009 : Étreintes brisées : Mateo Blanco / Harry Caine (Lluís Homar)
- 2009 : Watchmen : Les Gardiens : l'inspecteur Fine (Jerry Wasserman)
- 2010 : Le Guerrier silencieux : Eirik (Ewan Stewart)
- 2010 : Millénium 2 : La Fille qui rêvait d'un bidon d'essence et d'une allumette : Gunnar Björk (Ralph Carlsson)
- 2010 : Agnosia : Artur Prats (Sergi Mateu)
- 2010 : Night and Day : Antonio (Jordi Mollà)
- 2010 : Sous toi, la ville : Roland Cordes (Robert Hunger Buhler)
- 2010 : Le Silence des ombres : Dr OHarding (Jeffrey DeMunn)
- 2011 : The Green Hornet : Benjamin Chudnofsky / Hémoglobinski (Christoph Waltz)
- 2011 : Transformers 3 : La Face cachée de la Lune : Richard Nixon (John Tobin)
- 2011 : Secret Identity : Boz (Tamer Hassan)
- 2011 : Colombiana : Emilio Restrepo (Cliff Curtis)
- 2012 : Rec 3 Génesis : Curé (Xavier Ruano)
- 2012 : Kaddish pour un ami : Alexander (Ryszard Ronczewski)
- 2012 : Upside Down : le narrateur [Qui ?] (voix)
- 2013 : Die Hard : Belle journée pour mourir : Komorov (Sebastian Koch)
- 2013 : Gatsby le Magnifique : Meyer Wolfsheim (Amitabh Bachchan)
- 2014 : Equalizer : Teddy (Marton Csokas)
- 2014 : Les Nouveaux Sauvages : Salgado (Darío Grandinetti)
- 2015 : Spy : Tihomir Boyanov, le père de Rayna (Raad Rawi)
- 2017 : Nemesis : Eddy (Sigrid La Chapelle)
- 2017 : Underworld: Blood Wars : Vidar (Peter Andersson)
- 2017 : Section 99 : Placid Man (Udo Kier)
- 2017 : La Mort de Staline : Gueorgui Malenkov (Jeffrey Tambor)
- 2018 : Le Jour de mon retour : Elliot (Adrian Schiller)
- 2019 : Serenity : Jack (David Butler)
- 2019 : Gemini Man : Del Patterson (Ralph Brown)
- 2019 : The Irishman : Whispers (Paul Herman)
- 2019 : Vivre deux fois (es) : Lorenzo (Antonio Valero (es))
- 2019 : L'Ombre de Staline : Maxime Litvinov (Krzysztof Pieczyński)
- 2019[17] : La Conspiration des Belettes : Pedro De Córdova (Luis Brandoni)
- 2019[17] : Wizards of the North - The First Battle : Miran Morozov (Frost) (Fiodor Bondartchouk)
- 2019 : The Room : John Doe (John Flanders)
- 2021 : Le Tigre blanc : la cigogne (Mahesh Manjrekar)
- 2021 : Mortal Kombat : l'arbitre (David Field)
- 2021 : La Main de Dieu : ? (?)
- 2021 : The King's Man : Première mission : Grigori Raspoutine (Rhys Ifans)
- 2021 : Onoda, 10 000 nuits dans la jungle : le major Yoshimi Taniguchi (Issei Ogata)
- 2021 : Waldo, détective privé : Alastair Pinch (Mel Gibson)
- 2022 : The Independent (en) : Nicholas Booker (Brian Cox)
- 2023 : Transformers: Rise of the Beasts : Apelinq (David Sobolov) (voix)
- 2023 : Indiana Jones et le Cadran de la destinée : Sallah Faisel el-Kahir (John Rhys-Davies)
- 2023 : The Creator : Harun (Ken Watanabe)
- 2023 : Le Remède à l'oubli : ? (?)
- 2023 : Ils étaient un seul homme : ? (?)
- 2024 : Nicky Larson : Angelo (Isao Hashizume)
- 2024 : Longlegs : Longlegs (Nicolas Cage)
- 2024 : Face à la mer : L'Histoire de Trudy Ederle : Henry Ederle (Kim Bodnia)
- 2024 : Conclave : Lawrence (Ralph Fiennes)
- 2025 : A Working Man : Symon Kharchenko (Andrej Kaminsky (en))

#### Courts métrages
- Ben Kingsley dans : 
  - La Merveilleuse Histoire de Henry Sugar (2023) : Imdad Khan / le croupier
  - Venin (2023) : Dr Ganderbai

#### Films d'animation
- 1992 : Aladdin : Jafar
- 1994 : Le Retour de Jafar : Jafar
- 2000 : La Route d'Eldorado : Tzekel-Kan
- 2002 : La Légende de Parva : Malaw (création de voix)
- 2003 : La Légende du Cid : Ben Youssuf
- 2004 : Le Fil de la vie : Nezo
- 2004 : Les 3 Mages : Bélial (création de voix)
- 2008 : Niko, le petit renne : Loucifer
- 2009 : Brendan et le Secret de Kells : l'abbé Cellach et Frère Sergueï
- 2009 : Coraline : M. Bobinsky
- 2009 : Battle for Terra : le général Hemmer[n 3]
- 2011 : Rango : l'Œil de pierre
- 2011 : The Prodigies : Charles Killian (création de voix)
- 2011 : Mission Noël : Les Aventures de la famille Noël : Steve Noël[n 4]
- 2012 : Drôles d'oiseaux : Drago
- 2012 : Ernest et Célestine : le juge grizzly (création de voix)
- 2014 : Mune, le Gardien de la Lune : Leeyoon (création de voix)
- 2014 : Le Prophète : Pasha[n 5]
- 2015 : Tout en haut du monde : Oloukine, le grand-père de Sacha (création de voix)
- 2018 : Mutafukaz : Mister K (création de voix)
- 2019 : Dragons 3 : Le Monde caché : Grimmel[n 6]
- 2019 : Monsieur Link : Lord Piggot-Dunceb[n 7]
- 2020 : Dragon Quest: Your Story : Ladja
- 2020 : De l'autre côté du ciel : le commandant des Inquisiteurs
- 2022 : Icare : Dédale
- 2022 : Le Dragon de mon père : Saiwa le gorille[n 8]
- 2022 : Saules aveugles, femme endormie : M. Suzuki
- 2023 : Il était une fois un studio : Hadès (court métrage)

### Télévision

#### Téléfilms
- William Hurt dans :
  - Moby Dick (2010) : le capitaine Achab
  - Challenger (2013) : Richard Feynman
- 1999 : La Ferme des animaux : Napoléon
- 2005 : Icône : Igor Komarov (Patrick Bergin)
- 2007 : Guerre et Paix : Prince Nicolas Bolkonsky (Malcolm McDowell)
- 2011 : The Sunset Limited : White (Tommy Lee Jones)
- 2012 : Carta a Eva : Francisco Franco (Jesús Castejón)
- 2013 : Muhammad Ali's Greatest Fight : Erwin Griswold (Peter McRobbie)
- 2019 : Noël au palace : Reginald Brookwater (Bruce Davison)

#### Séries télévisées
- Jonathan Banks dans (11 séries) :
  - Day Break (2006) : Conrad Detweiler (7 épisodes)
  - Castle (2009) : Bruce Kirby (saison 1, épisode 4)
  - Breaking Bad (2009-2012) : Mike Ehrmantraut (28 épisodes)
  - Modern Family (2011) : Donnie Pritchett (saison 2, épisode 19)
  - Mon oncle Charlie (2011) : Pawn Broker (saison 9, épisode 10)
  - Ringer (2012) : Remy Osterman (épisodes 20 et 21)
  - Parks and Recreation (2012) : Steve Wyatt, le père de Ben (saison 5, épisode 6)
  - Vegas (2012) : Angelo LaFlatta (épisodes 3 et 7)
  - Body of Proof (2013) : l'inspecteur Glenn Fitz (saison 3, épisode 13)
  - Better Call Saul (2015-2022) : Mike Ehrmantraut (61 épisodes)
  - Constellation (2024) : Henry Caldera
- Hugh Laurie dans (8 séries) :
  - Dr House (2004-2012) : Dr Gregory House (176 épisodes)
  - Veep (2015-2019) : Tom James (20 épisodes)
  - The Night Manager : L'Espion aux deux visages (2016) : Richard Onslow Roper (6 épisodes)
  - Chance (2016-2017) : Eldon Chance (20 épisodes)
  - Catch-22 (2019) : le major de Coverley (mini-série)
  - Avenue 5 (2020-2022) : le capitaine Ryan Clark (17 épisodes)
  - Pourquoi pas Evans ? (en) (2022) : Dr James Nicholson (mini-série)
  - Toute la lumière que nous ne pouvons voir (2023) : Etienne LeBlanc (mini-série)
- William Hurt dans (6 séries) :
  - Damages (2008) : Daniel Purcell (13 épisodes)
  - Bonnie and Clyde: Dead and Alive (2013) : Frank Hamer (mini-série)
  - Humans (2015) : Dr George Millican (7 épisodes)
  - Beowulf : Retour dans les Shieldlands (2016) : Hrothgar (6 épisodes)
  - Goliath (2016-2021) : Donald Cooperman (14 épisodes)
  - Condor (2018-2020) : Bob Partridge (11 épisodes)
- F. Murray Abraham dans (5 séries) :
  - Bored to Death (2010) : le professeur Richard Hawkes (saison 2, épisode 4)
  - Louie (2010-2014) : l'oncle Excelsior (3 épisodes)
  - The Orville (2019) : le président (saison 2, épisode 12)
  - Mythic Quest (depuis 2020) : C.W. Longbottom (19 épisodes - en cours)
  - Le Cabinet de curiosités de Guillermo del Toro (2022) : Dr Carl Winters (saison 1, épisode 3)
- Jeremy Irons dans (4 séries) :
  - The Borgias (2011-2013) : Rodrigo Borgia / le Pape Alexandre VI (29 épisodes)
  - Watchmen (2019) : Adrian Veidt / Ozymandias (9 épisodes)
  - The Pentaverate (2022) : le narrateur (mini-série, voix)
  - Le Comte de Monte-Cristo (2025) : Abbé Faria (mini-série)
- Ted Levine dans :
  - The Bridge (2013-2014) : le lieutenant Hank Wade
  - L'Aliéniste (2018) : Thomas Byrnes
  - Big Sky (2021) : Horst Kleinsasser (7 épisodes)
- Sam Neill dans :
  - Peaky Blinders (2013-2014[n 9]) : l'inspecteur Chester Campbell (12 épisodes)
  - Une nature sauvage (2025) : Paul Souter
- Mark Ivanir dans :
  - Grimm (2014) : Boris Myshkin (saison 3, épisode 9)
  - Away (2020) : Misha Popov
  - Meurtre au Polonium - L'Affaire Litvinenko (2022) : Alexender Goldfarb (mini-série)
- Rade Šerbedžija dans :
  - Downton Abbey (2014) : le prince Kuragin (saison 5)
  - Slow Horses (2022) : Nikolai Katinsky (saison 2)
  - The Old Man (2022-2024) : Suleyman Pavlovich (4 épisodes)
- Peter Stormare dans :
  - American Gods (2017-2021) : Czernobog (7 épisodes)
  - LA to Vegas (2018) : Artem (15 épisodes)
  - Tracker (2024) : Valtz (saison 1, épisode 10)
- Carlos Blanco dans :
  - Coup pour coup (es) (2020) : Luis (mini-série)
  - La Unidad (2020-2022) : Ramón (12 épisodes)
  - L'Affaire Asunta (2024) : Javier Ríos (mini-série)
- Robert Picardo dans :
  - Les 4400 (2005) : Trent Appelbaum (saison 2, épisode 4)
  - Young Sheldon (2024) : Pr Salzman (saison 7, épisode 2)
- Frank Langella dans :
  - The Americans (2015-2017) : Gabriel (31 épisodes)
  - Kidding (2018-2020) : Sebastian Piccirello
- Adam Arkin dans :
  - Murder (2016) : Wallace Mahoney (saison 2)
  - Big Shot (2021) : Sam (saison 1)
- Ciarán Hinds dans :
  - MotherFatherSon (2019) : Walter Finch (mini-série)
  - En traître (2022) : Sir Martin Angelis (mini-série)
- Peter Firth dans :
  - Obsession (2019) : Michael
  - Shardlake : Détective de l'ombre (en) (2024) : Thomas Howard (mini-série)
- Gene Bervoets dans :
  - Beau Séjour (2021) : Maurice Teirlinck (saison 2)
  - Knokke Off : Jeunesse dorée (2023) : Jacques (saison 1)
- Anthony Hopkins dans :
  - Mythic Quest (2021) : le narrateur d'Everlight (saison 1, épisode 11)
  - Those About to Die (2024) : l'empereur Vespasien
- 2006 : Boston Justice : le père Michael Ryan (Richard Fancy (en))
- 2006 : Lost : Les Disparus : Dr Brooks (Bruce Davison)
- 2007 : The Company : Starik Zhilov (Ulrich Thomsen)
- 2007-2008 : Compte à rebours : Manuel Vazquez (Manuel Tejada)
- 2008 : John Adams : George Washington (David Morse) (mini-série)
- 2008 : House of Saddam : Saddam Hussein (Yigal Naor) (mini-série)
- 2008 : Weeds : Lenny Botwin (Albert Brooks) (saison 4, épisodes 1 à 4)
- 2009 : Lie to Me : Manny Trillo (Paul Calderon)
- 2009 : The Philanthropist : Tyler Timson (Zach Grenier)
- 2009-2023 : NCIS : Los Angeles : Arkady Kolchek (Vyto Ruginis) (29 épisodes)
- 2010 : Chuck : Marko (Dolph Lundgren) (saison 4, épisode 1)
- 2010 : Human Target : La Cible : Leonard Kreese (Mitch Pileggi) (saison 1, épisode 6)
- 2010-2013 : Borgen, une femme au pouvoir : Lars Hesselboe (Søren Spanning) (21 épisodes)
- 2012 : Les Enquêtes de Murdoch : Leslie Barnes (J. D. Nicholsen) (saison 5, épisode 6)
- 2012 : Merlin : Ruadan (Liam Cunningham) (saison 5, épisodes 1 et 2)
- 2012 : Les Enquêtes de l'inspecteur Wallander : Aleksandr Munieks (Zoltan Butuc) (saison 3, épisode 2)
- 2014 : Boardwalk Empire : le shérif Jacob Lindsay (Boris McGiver) (6 épisodes)
- 2015 : Agent Carter : Dr Fennhoff / Ivchenko (Ralph Brown) (4 épisodes)
- 2015 : Jordskott, la forêt des disparus : Gustaf Borén (Peter Andersson) (10 épisodes)
- 2016 : Vikings : le prince Wigstan (Declan Conlon) (saison 4, épisode 7)
- 2016 : The Musketeers : Lucien Grimaud (Matthew McNulty) (10 épisodes)
- 2016-2017 : Shooter : Alexander « Alex » Rosovich (Ravil Isyanov) (saison 1, épisode 2 et saison 2, épisode 5)
- 2018 : Dr Harrow : Bruce Reimers (Gary Sweet) (saison 1, épisode 1)
- 2018-2022 : Killing Eve : Konstantin (Kim Bodnia) (28 épisodes)
- 2019 : Lucifer : le Père Kinley / Dromos (Graham McTavish) (saison 4)
- 2019 : Hierro : Antonio Díaz Martínez (Darío Grandinetti) (mini-série)
- 2019 : Criminal : Allemagne (en) : Marquardt (Christian Berkel) (mini-série)
- 2019 : Capitani : Jean-Paul Weyrich (Jean-Paul Maes) (4 épisodes)
- 2019 : La Folle Aventure des Durrell : le colonel Ribbindane (Alex Macqueen) (saison 4, épisode 2)
- 2020 : Dracula : Valentin (Clive Russell) (mini-série)
- 2020 : Brooklyn Nine-Nine : Frank Dillman (J. K. Simmons) (saison 7, épisode 9)
- 2020 : L'Empire Oktoberfest : l'inspecteur Eder (Eisi Gulp) (mini-série)
- 2020 : Love, Victor : Tito Salazar, le grand père de Victor (Juan Carlos Cantu) (saison 1, épisode 5)
- 2020 : L'Autre Côté : Luis Covarrubias (Abel Folk) (13 épisodes)
- 2021 : L'Improbable Assassin d'Olof Palme : Hans Holmér (Mikael Persbrandt) (mini-série)
- 2021 : Crime (en) : Bob Toal (Ken Stott) (3 épisodes)
- 2021 : American Crime Story : William H. Ginsberg (Fred Melamed)
- 2021 : Supergirl : l'Oracle du Totem (Andrew Morgado) (voix)
- 2021 : Eux : Hiram Epps (Christopher Heyerdahl)
- 2021-2023 : Gossip Girl : Roger Menzies (Malcolm McDowell) (4 épisodes)
- 2021-2023 : Aime-moi (en) : Glen Mathieson (Hugo Weaving) (12 épisodes)
- 2022 : Outer Range : Wayne Tillerson (Will Patton)
- 2022 : Jack Ryan : Petr Kovac (Peter Guinness) (saison 3)
- 2022 : L'Orchestre : Mablewood (David Bateson) (3 épisodes)
- 2022 : The Golden Hour (nl) : Malik Fardin (Payam Madjlessi) (5 épisodes)
- 2022 : City on a Hill : Sinclair Dryden (Corbin Bernsen) (saison 3)
- depuis 2022 : House of the Dragon : Sir Otto Hightower (Rhys Ifans)
- 2023 : Citadel : ? (?)
- 2023 : Ahsoka : Baylan Skoll (Ray Stevenson) (mini-série)
- 2023 : Tous les jours la même nuit : Ricardo Martins (Paulo Gorgulho (pt)) (mini-série)
- 2023 : La Maison allemande (de) : Wilhelm Boger (Heiner Lauterbach) (mini-série)
- 2024 : Mr. et Mrs. Smith : Toby Hellinger (Ron Perlman) (saison 1, épisode 5)
- 2024 : Meurtres et Autres Complications : Rufus Cotesworth (Mandy Patinkin)
- 2024 : Ripley : l'inspecteur Pietro Ravini (Maurizio Lombardi) (mini-série)
- 2025 : La Maison de David : Jessé (Louis Ferreira)
- 2025 : The Waterfront : le shérif Clyde Porter (Michael Gaston)
- 2025 : Washington Black (en) : James Wilde (Charles Dance) (mini-série)

#### Séries d'animation
- 1999 : Hercule : Jafar (saison 1, épisode 44)
- 2008-2012 : Le Monde selon Tim : le curé
- 2009 : Monsieur Bébé (en) : M. Bébé (création de voix)
- 2012-2023 : Kaeloo : Olaf (création de voix)
- 2018 : La colline aux lapins : le général Woundwort[n 10] (mini-série)
- 2019 : Mr. Magoo : Fizz (création de voix)
- 2019[n 11]-2023 : Vinland Saga : Askeladd
- 2021 : What If...? : Johann Schmidt / Crâne rouge[n 12] (saison 1, épisode 1) / le général Thaddeus « Thunderbolt » Ross (saison 1, épisodes 3 et 6)
- 2022 : Chainsaw Man : le patron de Denji
- 2025 : #1 Happy Family USA (en) : Grand-père

### Jeux vidéo
- 2000 : Aladdin : La Revanche de Nasira : Jafar
- 2001 : Spider-Man 2 : La Revanche d'Electro : Abner Jenkins / Le Scarabée
- 2006 : Kingdom Hearts 2 : Jafar
- 2006 : The Secrets of Da Vinci : Le Manuscrit interdit : Léonard de Vinci et Saturnin
- 2009 : Le Seigneur des Anneaux : L'Âge des conquêtes : le narrateur et Elrond
- 2010 : StarCraft 2: Wings of Liberty : Arcturus Mengsk (2e voix, section « Commandant en Coop » uniquement, doublé en 2019)[n 13]
- 2013 : Skylanders : Swap Force : le baron Von Shellshock
- 2014 : Lego Le Hobbit : Elrond
- 2015 : The Witcher 3: Wild Hunt : l'empereur Emhyr var Emreis[n 14]
- 2015 : Skylanders: SuperChargers : Baron Von Shellshock
- 2016 : Lego Star Wars : Le Réveil de la Force : le leader Suprême Snoke
- 2016 : Skylanders: Imaginators : le baron Von Shellshock
- 2016 : Dishonored 2 : le duc Lucas Abele[n 15]
- 2017 : Starcraft: Remastered : Arcturus Mengsk
- 2017 : Gwent: The Witcher Card Game : l'empereur Emhyr var Emreis
- 2018 : Assassin's Creed Odyssey : Hippocrate
- 2019 : A Plague Tale: Innocence : le grand inquisiteur Vitalis Bénévent
- 2023 : Diablo IV : Elias
- 2024 : Indiana Jones et le Cercle ancien : ?
- 2025 : Clair Obscur: Expedition 33 : Renoir[n 16] et Maître du Masque

## Voix off

### Documentaires
- 2002 : Sur la terre des monstres disparus : le narrateur
- 2003 : Sur la terre de nos ancêtres : le narrateur
- 2003 : Le Léopard de mer, seigneur des glaces : le narrateur[18]
- 2004 : Novgorod, lettres du Moyen Âge : le narrateur
- 2006 : Les Ombres du bagne : le narrateur[19]
- 2008 : Le Grand Voyage de Charles Darwin : le narrateur
- 2009 : Naïca : La Grotte aux cristaux géants : le narrateur
- 2009 : Life, l'aventure de la vie : le narrateur
- 2010 : Trappeurs de volcans : le narrateur
- 2010 : Les Cathédrales dévoilées[20] de Christine Le Goff et Gary Glassman : le narrateur
- 2012 : 360° - Géo : le narrateur (épisodes Désert d'Atacama : La Vie sans eau, Bangladesh, l'hôpital flottant et Floride : La Guerre des pythons)
- 2013 : Les Énigmes du Sphinx : le narrateur
- 2013 : 360° - Géo : Le Grand Nord sur les Rails : le narrateur
- 2014 : 360° - Géo : Kazakhstan, les bienfaits du lait de chamelle : le narrateur
- 2014 : Patrimoine Culturel Immatériel : le narrateur[n 17]
- 2014 : L'Addition s'il vous plaît : le narrateur
- 2014 : Lune de François de Riberolles : le narrateur
- 2014 : Grizzly : le narrateur
- 2015 : Le Grand Charles : le narrateur
- 2015 : Les Orques de Crozet : David et les Goliaths : le narrateur
- 2015 : 360° - Géo : Pologne, charme secret des Basses-Carpates : le narrateur
- 2016 : L'Affaire des Babas Michelin : le narrateur
- 2016 : 360° - Géo : Saint-Bernard et ses Chiens : le narrateur
- 2020 : 360° - Géo : Port de Hambourg, un bateau-église insolite  : le narrateur
- 2021 : Neil Young, les raisons de la colère de Thomas Boujut : le narrateur[21]
- 2022 : 360° - Géo : Rooibos, le thé rouge d'Afrique du Sud : le narrateur
- 2022 : Massif des Bauges, la Terre et l'Humain : le narrateur

### Livres audio
- 2009 : Tout est sous contrôle[22] de Hugh Laurie
- 2014 : Un long chemin vers la liberté (texte abrégé)[23] de Nelson Mandela
- 2014 : Le Quatrième Mur[24] de Sorj Chalandon
- 2014 : Mapuche[25] de Caryl Férey
- 2014 : Le vieux qui lisait des romans d'amour[26] de Luis Sepúlveda
- 2016 : La Tombe de Sargeras prélude de World of Warcraft: Legion de Robert Brooks
- 2017 : La Guerre de mille ans : Deux Vifs Éclats, première partie, L'Étoile d'émeraude, deuxième partie et Ombre et Lumière, troisième partie de World of Warcraft: Legion de Robert Brooks
- 2018 : Le Quidditch à travers les âges de J. K. Rowling
- 2020 : Auris de Sebastian Fitzek, Vincent Kliesch, Helge May, Judith Schöll
- 2021 : Enfant de salaud de Sorj Chalandon
- 2021 : Ils étaient dix d'Agatha Christie

### Publicités
- 2011 : L'Oréal Men Expert Vita Lift 5 (voix française de Hugh Laurie)
- 2011 : Apple iPad 2
- 2012 : Apple MacBook Pro 15" Rétina
- 2014 : bande-annonce du jeu vidéo Assassin's Creed Unity : le narrateur

### Fiction radiophonique
- 2019 : Projet Orloff de Tanguy Blum, Christian Brugerolle et Antoine Piombino, réalisation Pascal Deux (France Culture) : Hector Créange
- 2019 : Astérix le Gaulois : Caius Bonus[n 18]
- 2019 : La Serpe d'or[n 18]

### Émission en ligne
- 2021 : Table Quest, la porte de Baldur : Descente en Averne (Donjons et Dragons), diffusé sur Twitch et sur la chaîne YouTube AlphaCast : la voix off[27]

### Musique
- 2025 : Les voiles de l'Amarante, album de la Rioule des Compagnons du Monde : Amarante, le navire[réf. nécessaire]

## Distinctions

### Récompense
- 1988 : Prix du meilleur second rôle masculin aux Premios (récompenses des films hispaniques) pour Lola (1986)
- 1993 : Prix du meilleur acteur au Taormina International Film Festival pour Jardines Colgantes de Pablo Llorca
- 2019 : Coup de cœur Parole Enregistrée et Documents Sonores 2019 de l'Académie Charles-Cros, proclamé le 15 septembre 2019 au Jardin du Musée Jean de la Fontaine à Château-Thierry pour la lecture d’Idiss de Robert Badinter[28].
- 2022 : Prix du meilleur acteur dans la catégorie fiction au 6e Festival International du Film Fantastique de Menton pour Mastemah
- 2023 : Coup de Cœur Parole Enregistrée et Documents Sonores de l’Académie Charles Cros pour la lecture de L'Enragé de Sorj Chalandon
- 2024 : Prix du meilleur acteur au Genesis International Film Festival pour Rosalie et César de Joan Borderie

### Décoration
- Officier de l'ordre des Arts et des Lettres, promu le 12 mars 2019[29].